# Формула Дирихле
Формула Дирихле для числа делителей —
асимптотическая формула
{\displaystyle \sum _{n\leq N}\tau (n)=N\ln N+(2\gamma -1)N+O({\sqrt {N}}),}
где {\displaystyle \tau (n)} — число делителей {\displaystyle n}, {\displaystyle \gamma } — постоянная Эйлера — Маскерони, а {\displaystyle O} — O-большое.

## О доказательстве
Доказательство немедленно следует из того факта, что указанная сумма равна числу целых точек с
целыми положительными координатами в области, ограниченной гиперболой {\displaystyle yx=N} и осями координат.

## История
Формула была получена Дирихле в 1849.